# Categ/oric
Categ/oric (également Categ'Oric ou Categ-Oric) est un jeu vidéo de simulation navale développé par J.M. Cruells et édité par No Man's Land sur Oric en 1983 et Thomson MO5 en 1984,

## Synopsis
Vous êtes aux commandes d'un croiseur durant la Seconde Guerre mondiale et vous devez détruire les unités ennemies. Vous naviguez dans l'Océan Pacifique et vous devez survivre pendant 12 heures.

## Système de jeu
Vous disposez d'un ASDIC et d'un radar. Les ennemis en sont dépourvus. Votre vitesse de 40 nœuds et supérieure à celle des ennemis.

## Portages
- 1984 - Thomson MO5